# فرد سندرسون (تنیس‌باز)
 فرد سندرسون (انگلیسی: Fred Sanderson؛ زاده ۲۸ ژوئیهٔ ۱۸۷۲ درگذشته ۲ اوت ۱۹۲۸) یک تنیس‌باز بود.